# Навохоа (Навохоа, Сонора)
Навохоа (шп. Navojoa) насеље је у Мексику у савезној држави Сонора у општини Навохоа. Насеље се налази на надморској висини од 40 м.

## Становништво
Према подацима из 2010. године у насељу је живело 113836 становника.

### Хронологија
| Година       | 2000                  | 2005                   | 2010                   |
| ------------ | --------------------- | ---------------------- | ---------------------- |
| Становништво | 98187 (47522 / 50665) | 103312 (50279 / 53033) | 113836 (55581 / 58255) |

### Попис
| \| \| м \| \| \| ж \| \| 0—2 \| 2.901 \| \| \| 2.857 \| \| 3—5 \| 3.224 \| \| \| 3.138 \| \| 6—11 \| 6.746 \| \| \| 6.598 \| \| 12—14 \| 3.243 \| \| \| 3.237 \| \| 15—17 \| 3.138 \| \| \| 3.191 \| \| 18—24 \| 6.772 \| \| \| 6.839 \| \| 60+ \| 5.159 \| \| \| 6.084 \| \| Просек : \| 29,5 \| \| \| 30,5 \| |       |  |  |       |
| |       |  |  |       |
| | м     |  |  | ж     |
| 0—2 | 2.901 |  |  | 2.857 |
| 3—5 | 3.224 |  |  | 3.138 |
| 6—11 | 6.746 |  |  | 6.598 |
| 12—14 | 3.243 |  |  | 3.237 |
| 15—17 | 3.138 |  |  | 3.191 |
| 18—24 | 6.772 |  |  | 6.839 |
| 60+ | 5.159 |  |  | 6.084 |
| Просек : | 29,5  |  |  | 30,5  |

| #   | Индикатор                                                                                        | Вредност |
| --- | ------------------------------------------------------------------------------------------------ | -------- |
| 1   | Становништво од 0 до 2 године                                                                    | 5758     |
| 2   | Мушко становништво од 0 до 2 године                                                              | 2901     |
| 3   | Женско становништво од 0 до 2 године                                                             | 2857     |
| 4   | Становништво са 3 и више година                                                                  | 106952   |
| 5   | Мушко становништво са 3 и више година                                                            | 52118    |
| 6   | Женско становништво са 3 и више година                                                           | 54834    |
| 7   | Становништво са 5 и више година                                                                  | 102724   |
| 8   | Мушко становништво са 5 и више година                                                            | 49971    |
| 9   | Женско становништво са 5 и више година                                                           | 52753    |
| 10  | Становништво са 12 и више година                                                                 | 87246    |
| 11  | Мушко становништво са 12 и више година                                                           | 42148    |
| 12  | Женско становништво са 12 и више година                                                          | 45098    |
| 13  | Становништво са 15 и више година                                                                 | 80766    |
| 14  | Мушко становништво са 15 и више година                                                           | 38905    |
| 15  | Женско становништво са 15 и више година                                                          | 41861    |
| 16  | Становништво са 18 и више година                                                                 | 74437    |
| 17  | Мушко становништво са 18 и више година                                                           | 35767    |
| 18  | Женско становништво са 18 и више година                                                          | 38670    |
| 19  | Становништво од 3 до 5 година                                                                    | 6362     |
| 20  | Мушко становништво од 3 до 5 година                                                              | 3224     |
| 21  | Женско становништво од 3 до 5 година                                                             | 3138     |
| 22  | Становништво од 6 до 11 година                                                                   | 13344    |
| 23  | Мушко становништво од 6 до 11 година                                                             | 6746     |
| 24  | Женско становништво од 6 до 11 година                                                            | 6598     |
| 25  | Становништво од 8 до 14 година                                                                   | 15571    |
| 26  | Мушко становништво од 8 до 14 година                                                             | 7824     |
| 27  | Женско становништво од 8 до 14 година                                                            | 7747     |
| 28  | Становништво од 12 до 14 година                                                                  | 6480     |
| 29  | Мушко становништво од 12 до 14 година                                                            | 3243     |
| 30  | Женско становништво од 12 до 14 година                                                           | 3237     |
| 31  | Становништво од 15 до 17 година                                                                  | 6329     |
| 32  | Мушко становништво од 15 до 17 година                                                            | 3138     |
| 33  | Женско становништво од 15 до 17 година                                                           | 3191     |
| 34  | Становништво од 18 до 24 године                                                                  | 13611    |
| 35  | Мушко становништво од 18 до 24 године                                                            | 6772     |
| 36  | Женско становништво од 18 до 24 године                                                           | 6839     |
| 37  | Женско становништво од 15 до 49 година                                                           | 30278    |
| 38  | Становништво са 60 и више година                                                                 | 11243    |
| 39  | Мушко становништво са 60 и више година                                                           | 5159     |
| 40  | Женско становништво са 60 и више година                                                          | 6084     |
| 41  | Однос између мушкараца и жена                                                                    | 95.41    |
| 42  | Становништво од нуле до 14 година                                                                | 31944    |
| 43  | Становништво од 15 до 64 године                                                                  | 73047    |
| 44  | Становништво од 65 година и више                                                                 | 7719     |
| 45  | Просечан број деце                                                                               | 2.29     |
| 46  | Становништво рођено у ентитету                                                                   | 101499   |
| 47  | Мушко становништво рођено у ентитету                                                             | 49372    |
| 48  | Женско становништво рођено у ентитету                                                            | 52127    |
| 49  | Становништво рођено у другом ентитету                                                            | 10605    |
| 50  | Мушко становништво рођено у другом ентитету                                                      | 5316     |
| 51  | Женско становништво рођено у другом ентитету                                                     | 5289     |
| 52  | Становништво од 5 година и више резидентно у ентитету у јуну 2005. године                        | 99597    |
| 53  | Мушко становништво старосног доба од 5 година и више, резидентно у ентитету у јуну 2005. године  | 48266    |
| 54  | Женско становништво старосног доба од 5 и више година, резидентно у ентитету у јуну 2005. године | 51331    |
| 55  | Становништво од 5 година и више које је живело у другом ентитету у јуну 2005. године             | 2212     |
| 56  | Мушко становништво старије од 5 година које је живело у другом ентитету у јуну 2005. године      | 1195     |
| 57  | Женско становништво старије од 5 година које је живело у другом ентитету у јуну 2005. године     | 1017     |
| 58  | Становништво од 3 године и више које говори аутохтони језик                                      | 1404     |
| 59  | Мушко становништво старо 3 године и више које говори аутохтони језик                             | 777      |
| 60  | Женско становништво старо 3 године и више које говори аутохтони језик                            | 627      |
| 61  | Становништво од 3 године и више које говори аутохтони језик и не говори шпански језик            | 3        |
| 62  | Мушко становништво старо 3 године и више које говори аутохтони језик и не говори шпански         | 1        |
| 63  | Женско становништво старо 3 године и више које говори аутохтони језик и не говори шпански језик  | 2        |
| 64  | Становништво старо 3 године и више које говори аутохтони језик и шпански                         | 1160     |
| 65  | Мушко становништво старо 3 године и више које говори аутохтони језик и шпански                   | 639      |
| 66  | Женско становништво старо 3 године и више које говори аутохтони језик и шпански                  | 521      |
| 67  | Становништво од 5 година и више које говори аутохтони језик                                      | 1395     |
| 68  | Становништво од 5 година и више које говори аутохтони језик и не говори шпански језик            | 3        |
| 69  | Становништво од 5 година и више које говори аутохтони језик и говори шпански језик               | 1157     |
| 70  | Становништво у домородачким домаћинствима                                                        | 4098     |
| 71  | Становништво са ограничењима у активностима                                                      | 5070     |
| 72  | Становништво са ограниченим ходањем или кретањем, горе или доле                                  | 2765     |
| 73  | Становници са ограничењима вида, чак и уз кориштење сочива                                       | 1389     |
| 74  | Становништво са ограничењима говора, комуникације или конверзације                               | 512      |
| 75  | Становништво са ограниченим слухом                                                               | 513      |
| 76  | Становништво са ограничењима при одевању, купању или јелу                                        | 395      |
| 77  | Становништво са ограничењима у опажању или учењу једноставних ствари                             | 251      |
| 78  | Становништво са менталним ограничењима                                                           | 592      |
| 79  | Становништво без ограничења активности                                                           | 107231   |
| 80  | Становништво од 3 до 5 година које не похађа школу                                               | 3178     |
| 81  | Мушко становништво од 3 до 5 година које не похађа школу                                         | 1629     |
| 82  | Женско становништво од 3 до 5 година које не похађа школу                                        | 1549     |
| 83  | Становништво од 6 до 11 година које не похађа школу                                              | 195      |
| 84  | Мушко становништво од 6 до 11 година које не похађа школу                                        | 115      |
| 85  | Женско становништво од 6 до 11 година које не похађа школу                                       | 80       |
| 86  | Становништво од 12 до 14 година које не похађа школу                                             | 229      |
| 87  | Мушко становништво од 12 до 14 година које не похађа школу                                       | 147      |
| 88  | Женско становништво од 12 до 14 година које не похађа школу                                      | 82       |
| 89  | Становништво од 15 до 17 година похађа школу                                                     | 5190     |
| 90  | Мушко становништво од 15 до 17 година похађа школу                                               | 2491     |
| 91  | Женско становништво између 15 и 17 година живота у школи                                         | 2699     |
| 92  | Становништво од 18 до 24 године похађа школу                                                     | 5775     |
| 93  | Мушко становништво од 18 до 24 године похађа школу                                               | 2921     |
| 94  | Женско становништво од 18 до 24 године похађа школу                                              | 2854     |
| 95  | Становништво од 8 до 14 година које не може да чита и пише                                       | 239      |
| 96  | Мушко становништво старосног доба од 8 до 14 година које не може да чита и пише                  | 157      |
| 97  | Женско становништво старосног доби од 8 до 14 година које не може да чита и пише                 | 82       |
| 98  | Становништво од 15 година и више које је неписмено                                               | 2106     |
| 99  | Мушко становништво од 15 година и више које је неписмено                                         | 1032     |
| 100 | Женско становништво од 15 година и више које је неписмено                                        | 1074     |
| 101 | Становништво старо 15 и више година без школовања                                                | 2378     |
| 102 | Мушко становништво старо 15 и више година без школовања                                          | 1197     |
| 103 | Женско становништво старо 15 и више година без школовања                                         | 1181     |
| 104 | Становништво старосног доба 15 и више година са непотпуним основним образовањем                  | 7574     |
| 105 | Мушко становништво старосног доба од 15 година и више са непотпуном основним образовањем         | 3568     |
| 106 | Женско становништво старосног доба 15 и више година са непотпуном основним образовањем           | 4006     |
| 107 | Становништво старо 15 и више година са комплетним основним образовањем                           | 8986     |
| 108 | Мушко становништво старо 15 година и више са комплетним основним образовањем                     | 3932     |
| 109 | Женско становништво старо 15 и више година са комплетним основним образовањем                    | 5054     |
| 110 | Становништво старосног доба 15 и више година са непотпуним средњим образовањем                   | 4350     |
| 111 | Мушко становништво старосног доба од 15 година и више са непотпуним средњим образовањем          | 2357     |
| 112 | Женско становништво старосног доба од 15 година и више са непотпуним средњим образовањем         | 1993     |
| 113 | Становништво старо 15 и више година са пуним секундарном образовањем                             | 16660    |
| 114 | Мушко становништво старосног доба од 15 година и више са пуним секундарном образовањем           | 8154     |
| 115 | Женско становништво старосног доба од 15 година и више са пуним секундарном образовањем          | 8506     |
| 116 | Становништво старије од 18 година са постосновним образовањем                                    | 36261    |
| 117 | Мушко становништво старије од 18 година са постосновним образовањем                              | 17838    |
| 118 | Женско становништво старије од 18 година са постосновним образовањем                             | 18423    |
| 119 | Просечна оцена школовања                                                                         | 9.93     |
| 120 | Просечан ниво образовања мушке популације                                                        | 10.04    |
| 121 | Просечан ниво образовања женског становништва                                                    | 9.82     |
| 122 | Економски активно становништво                                                                   | 45852    |
| 123 | Економски активна мушка популација                                                               | 29412    |
| 124 | Економски активна женска популација                                                              | 16440    |
| 125 | Становништво које није економски активно                                                         | 41092    |
| 126 | Мушко становништво које није економски активно                                                   | 12553    |
| 127 | Женско становништво које није економски активно                                                  | 28539    |
| 128 | Запослено становништво                                                                           | 43488    |
| 129 | Запослено мушко становништво                                                                     | 27663    |
| 130 | Запослено женско становништво                                                                    | 15825    |
| 131 | Незапослена популација                                                                           | 2364     |
| 132 | Незапослена мушка популација                                                                     | 1749     |
| 133 | Незапослена женска популација                                                                    | 615      |
| 134 | Становништво без права на здравствене услуге                                                     | 19107    |
| 135 | Становништво које има право на здравствене услуге                                                | 93374    |
| 136 | Становништво које има право на ИМСС                                                              | 58971    |
| 137 | Становништво које има право на социјално осигурање                                               | 10466    |
| 138 | Становништво које има право на државно социјално осигурање                                       | 5526     |
| 139 | Становништво које има право на опште осигурање или здравствено осигурање за нову генерацију      | 18420    |
| 140 | Становништво које је било једном или није било у браку током 12 година и више                    | 30748    |
| 141 | Венчано или уједињено становништво од 12 година и више                                           | 46803    |
| 142 | Становништво које је било у браку или уједињено 12 година и више                                 | 9583     |
| 143 | Становништво са католичком религијом                                                             | 99163    |
| 144 | Протестанти, еванђелисти и библијски следбеници различити од еванђелиста                         | 7879     |
| 145 | Становништво са другим религијама различитим од претходних                                       | 18       |
| 146 | Становништво без религије                                                                        | 5315     |
| 147 | Укупно пописаних домаћинства                                                                     | 29189    |
| 148 | Пописна домаћинства на челу са мушкарцима                                                        | 21603    |
| 149 | Пописна домаћинства на челу са женама                                                            | 7586     |
| 150 | Становништво у пописним домаћинствима                                                            | 112285   |
| 151 | Становништво у пописним домаћинствима на челу са мушкарцима                                      | 86647    |
| 152 | Становништво у пописним домаћинствима на челу са женама                                          | 25638    |
| 153 | Укупно домаћинстава                                                                              | 35561    |
| 154 | Укупно насељених домаћинстава                                                                    | 29567    |
| 155 | Укупно приватних кућа                                                                            | 35183    |
| 156 | Насељени приватни домови                                                                         | 29189    |
| 157 | Укупно насељених приватних кућа                                                                  | 29556    |
| 158 | Ненасељене приватне куће                                                                         | 4952     |
| 159 | Појединачна домаћинства за привремену употребу                                                   | 1042     |
| 160 | Становници у насељеним приватним кућама                                                          | 112285   |
| 161 | Насељеност станара у приватним становима                                                         | 3.85     |
| 162 | Просечно становника по соби у приватним насељеним домаћинствима                                  | 0.98     |
| 163 | Појединачна домаћинства са подовима од различитих материјала од земље                            | 27749    |
| 164 | Појединачна домаћинства у приземљу                                                               | 1314     |
| 165 | Појединачна домаћинства са једном спаваћом собом                                                 | 10374    |
| 166 | Појединачна домаћинства са две спаваће собе и више                                               | 18747    |
| 167 | Појединачна домаћинства са једним собом                                                          | 1340     |
| 168 | Појединачна домаћинства са две собе                                                              | 3995     |
| 169 | Појединачна домаћинства са 3 собе и више                                                         | 23743    |
| 170 | Појединачна домаћинства која имају електрично светло                                             | 28868    |
| 171 | Појединачна домаћинства која немају електрично светло                                            | 253      |
| 172 | Појединачна домаћинства која имају водоводну воду у стамбеном простору                           | 27793    |
| 173 | Појединачна домаћинства која немају водоводну воду у стамбеном простору                          | 1316     |
| 174 | Појединачна домаћинства која имају тоалет                                                        | 28409    |
| 175 | Појединачна домаћинства која имају канализацију                                                  | 25343    |
| 176 | Појединачна домаћинства која немају канализацију                                                 | 3732     |
| 177 | Појединачна домаћинства која имају електрично светло, довод воде из јавне мреже и канализацију   | 24756    |
| 178 | Појединачна домаћинства без икаквих услова                                                       | 189      |
| 179 | Појединачна домаћинства која имају радио                                                         | 23149    |
| 180 | Појединачна домаћинства која имају телевизор                                                     | 28286    |
| 181 | Појединачна домаћинства која имају фрижидер                                                      | 27273    |
| 182 | Појединачна домаћинства која имају машину за веш                                                 | 19570    |
| 183 | Појединачна домаћинства која имају аутомобил или комби                                           | 17860    |
| 184 | Појединачна домаћинства која имају рачунар                                                       | 11014    |
| 185 | Појединачна домаћинства која имају фиксну телефонску линију                                      | 12587    |
| 186 | Појединачна домаћинства која имају мобилни телефон                                               | 23785    |
| 187 | Појединачна домаћинства која имају приступ интернету                                             | 8374     |
| 188 | Величина локације                                                                                | 11       |